# Xavier Niel
Pour les articles homonymes, voir Niel.
Xavier Niel, né le 25 août 1967 à Maisons-Alfort (Seine, France), est un homme d'affaires français. Sa fortune est estimée en 2025 à 27,9 milliards d'euros.
Il est le fondateur et actionnaire principal d'Iliad, groupe de télécommunications français, maison mère du fournisseur d'accès à Internet Free et de l'opérateur de téléphonie mobile Free Mobile. Avec Rani Assaf, il est, au début des années 2000, l'initiateur en France des offres triple play et du concept de box Internet. Xavier Niel est également, à titre personnel, copropriétaire du groupe Le Monde (propriétaire du journal homonyme) et investisseur dans plusieurs secteurs d'activité.
Il fonde aussi Kima Ventures, reconnu comme le business angel le plus actif au monde par le nombre de participations.
Membre du Conseil national du numérique de 2011 à 2012, instigateur des établissements d'autoformation en informatique 42, il est aussi à l'origine du projet Station F à Paris. 

## Biographie

### Enfance et formation
Xavier Niel naît le 25 août 1967 à Maisons-Alfort (Seine, désormais Val-de-Marne),. Sa mère, qu'il décrit de droite giscardienne, est comptable, tandis que son père intellectuel de gauche catholique, ayant accumulé les années d'études, est juriste,,. Après s'être mariés à Paris, ses parents déménagent en 1966, quelques mois avant la naissance de Xavier, dans une HLM de Créteil, pour se rapprocher de la famille maternelle et vivent le reste de leur vie à Créteil. En 1972, la famille déménage dans une maison mitoyenne aux grands-parents, toujours à Créteil.
Il fréquente l’école élémentaire Allezard avant de rejoindre le collège Pasteur puis le collège privé catholique de Maillé, trois établissements scolaires situés à Créteil, jusqu’en 1983. Il se déclare catholique de tradition, mais pas croyant. Il étudie par la suite au lycée privé Saint-Michel-de-Picpus, à Paris. Durant sa scolarité Niel se qualifie de « mauvais en rien et bon en rien », sans aspirations pour des études, ayant déjà trouvé sa vocation dans l'informatique. En effet, l'année de ses 15 ans, à Noël, il reçoit de son père un ordinateur Sinclair ZX81. Il se passionne alors pour l'informatique et pour la programmation,,,. À 16 ans, il programme des serveurs sur Minitel pour de grands groupes de presse.
En 1987, à l'âge de 19 ans, il arrête sa classe préparatoire scientifique à l'ESME Sudria pour se consacrer à sa vie d'entrepreneur,.

### Du Minitel rose au groupe Iliad
Trois ans plus tard, il se lance dans le Minitel rose, ce qui va lui procurer d'importants revenus. Puis il investit avec Fernand Develter dans une dizaine de peep-shows parisiens. En 1987, après l'arrêt de ses études, il se lance à plein temps dans une entreprise de services pornographiques par Minitel en collaboration avec Fernand Develter, un ancien fondé de pouvoir à la Société générale reconverti dans les serveurs érotiques de l'époque « 3615 » et les sex-shops, ces derniers lui rapportant plusieurs milliers de francs par mois,. Il rachète pour cela une licence de presse afin de pouvoir devenir éditeur de service, détournant celle-ci afin de mettre en place ses services commerciaux. Par ce truchement, il devient millionnaire en euros à 24 ans.
En 1990, il rachète à Fernand Develter 50 % de Fermic Multimedia, un éditeur de services de Minitel rose créé dans les années 1980 et le rebaptise « Iliad ». Il en restera actionnaire majoritaire (55 % en 2016). Il est à l'origine des produits lancés par le groupe Iliad, notamment le service « 3617 Annu » lancé en 1996 ou le site « Societe.com ».
En 1995, il investit dans le premier fournisseur d'accès à Internet grand public en France, Worldnet, société revendue en décembre 2000 à Kaptech (groupe Neuf Cegetel) pour 40 millions d'euros. En 1999, il développe une offre d'accès à Internet sous le nom de Free, puis cherche à faire passer par la même ligne une offre de téléphonie et de télévision, ce qui suppose d'utiliser un boîtier électronique qui soit techniquement capable de le faire. Il décide avec Michaël Golan (ex-Boukobza), son bras droit, et Rani Assaf, son directeur technique, de mettre au point ce boîtier.
Le 1er novembre 2002 est lancée la Freebox. Ainsi, avec Rani Assaf, il est l'initiateur en France des offres triple play et du concept de box Internet,,,.
En 2008 paraît un livre dont il est l'auteur, avec Dominique Roux, intitulé Les 100 Mots de l'Internet, dans la collection Que sais-je ?.
En mai 2018, il transfère la quasi-totalité de ses actions d'Iliad, soit 50,20 % du capital d'Iliad, dans une holding dénommée HoldCo,[réf. obsolète]. À cette date, HoldCo possède donc des fonds propres évalués à 5 milliards d'euros. En septembre 2018, HoldCo indique avoir mis en place un financement garanti par la moitié des actions Iliad détenues par HoldCo, pour un montant estimé à 1,64 milliard d'euros, car le prix de l'action Iliad a baissé entre-temps.
L'année 2018 voit le cours de l'action Iliad s'effondrer, passant de 212 € en janvier 2018 à 95 € en novembre 2018. Fort de la restructuration de son patrimoine, via sa nouvelle holding HoldCo, qu'il vient d'opérer, et disposant de la possibilité de réaliser une opération avec effet de levier, Xavier Niel se lance dans de grandes manœuvres pour reconquérir les marchés et se renforcer au capital d’Iliad. En novembre 2019, il rachète à 120 € plus de 11,7 millions d'actions Iliad (soit 20 % des titres de la société) via une opération publique de rachat d'actions, faisant automatiquement remonter le cours à ce niveau. Grâce à cette opération financée par un emprunt garanti sur les actions Iliad détenues dans sa holding HoldCo, il augmente son contrôle passant d'environ 52 % à 72 %. Dans le même temps, il projette d'augmenter le dividende d’Iliad à 2,6 € par action au lieu de 0,9 € auparavant. Cette augmentation lui permettant un gain d'environ 110 millions d'euros au titre de l'année 2019.
En février 2023, le régulateur Arcom annonce que le projet SIX de Xavier Niel, qui visait à remplacer M6 pour exploiter le canal 6 de la TNT (télévision numérique terrestre), est éliminé dans la procédure d'attribution de cette fréquence.

### Autres projets et investissements
Entre le 13 août et le 25 octobre 2018, il fusionne ses holdings personnelles (NJJ Holding au capital de 553 millions d'euros et NJJ Animation au capital de 838 millions d'euros) en une seule : NJJ Holding au capital de 1,39 milliard d'euros,,.
En 2023, il fait partie des investisseurs de Kyutai, un laboratoire à but non lucratif entièrement destiné à la recherche ouverte en intelligence artificielle (IA). Ses associés sont l'ancien dirigeant de Google Eric Schmidt et l'entrepreneur Rodolphe Saadé. Le français Yann Le Cun (prix Turing 2018) fait partie du Conseil scientifique.

#### Presse et médias
En 2010, il investit dans plusieurs start-up liées à l'information en ligne (Mediapart à hauteur de 10 % du capital à sa création, Bakchich), la technologie (Ateme) ou la musique (Deezer).
En juin 2010, il confirme sa volonté de peser dans l'activité de l'information et de la presse écrite en s'associant avec Pierre Bergé et Matthieu Pigasse pour prendre le contrôle du quotidien Le Monde au travers d'une recapitalisation du Groupe Le Monde. Il l'emporte face à un autre groupe d'investisseurs, menés par l'opérateur télécoms Orange. De 2010 à 2018, il aurait investi au total 45 millions d'euros dans ce journal.
Il est également membre de la holding d'investisseurs Free Minds, parmi lesquels figurent Charles Beigbeder, Marc Simoncini (fondateur de Meetic), et Arnaud Dassier (fondateur de l'agence de communication L'Enchanteur des médias, qui a animé la campagne de Nicolas Sarkozy sur le Web en 2007), holding qui a contribué au financement du site d'actualités Atlantico.
En avril 2016, il s'associe avec Matthieu Pigasse et Pierre-Antoine Capton par parts égales (6,74 % du capital) pour lancer Mediawan. Ils l'introduisent en bourse sous la forme d'un Special purpose acquisition company afin de lever 250 millions d’euros qui sont destinés à être investis dans des médias avec l’ambition de devenir l’un des plus grands acteurs européens des contenus.
En décembre 2017, avec trois autres actionnaires, dont Bruno Ledoux, il acquiert 40 % des parts du Nouveau Magazine littéraire.
En février 2020, il rachète via sa holding personnelle 100 % du Groupe Nice-Matin, qui édite Nice-Matin, Var-Matin et Monaco-Matin. Le Groupe Nice-Matin dispose également d’une participation de 11 % du journal marseillais La Provence, qui seront vendus en août 2022 à Rodolphe Saadé pour 29 millions d’euros, bien que la société fût alors en liquidation judiciaire.
En mars 2020, il rachète le quotidien France-Antilles au tribunal de commerce de Fort-de-France.
En juin 2020, au travers de sa société NJJ Presse, Xavier Niel rachète le quotidien de sport hippique Paris-Turf au tribunal de commerce de Bobigny pour un million d'euros.
Il finance en 2022 la création et le lancement du média L'Informé, média d'investigation économique qui commence sa diffusion en octobre.

#### Investissements dans des start-up
Xavier Niel possède possiblement encore des participations minoritaires discrètes, car non publiques, dans des start-up avant qu'elles soient connues du grand public (les principales : Google Nest, Devialet et Airbnb) ou après (Square en 2009, Uber et Snapchat). Ces investissements ne dépassent jamais les 100 millions d’euros lors de la prise de participation.
En mars 2010, Xavier Niel s'associe avec l'entrepreneur et business angel Jérémie Berrebi, afin de lancer son propre fonds d'investissement, Kima Ventures. Ce fonds d'investissement a pour objectif d'investir, à travers le monde, dans 50 à 100 start-up par an pour un investissement moyen de 150 000 euros. Ainsi en mai 2019, Kima Ventures a investi dans 750 start-up. Fin 2010, le média américain Business Insider citait Kima Ventures comme étant le fonds de business angels le plus actif du monde par son nombre de participations. Depuis 2015, c'est Jean de la Rochebrochard, un des hommes de confiance de Xavier Niel, qui a repris le flambeau de Jérémie Berrebi, le cofondateur.
Le 18 novembre 2013, Xavier Niel, Marc Simoncini (PDG de Meetic) et Jacques-Antoine Granjon (PDG de vente-privee.com), ont décidé de financer 101 start-up à raison de 25 000 euros chacune. Les candidats avaient une minute pour présenter leur projet.
En 2014, il cofonde l’entreprise Lunettes pour tous.
En août 2015, il investit dans la start-up minière Alliance Minière Responsable fondée par Romain Girbal et Thibault Launay, entreprise qui possède une licence d'exploitation sur un gisement de bauxite en Guinée. Investissement controversé par la suite, Alliance Minière Responsable n'étant qu'un montage fiscal. Xavier Niel touche des revenus de l'exploitation africaine par une entreprise basée à Hong Kong, ville à la fiscalité attractive, au détriment de la Guinée.
Lors de la tentative d'introduction en Bourse de Deezer en octobre 2015, il détient 3,69 % du capital,.
En mai 2016, il investit 10 millions d’euros dans Zenly, start-up spécialisée dans la localisation. Elle sera ensuite revendue à Snap Inc., la maison mère de Snapchat, pour 225 millions d’euros en juin 2017.
Le 10 avril 2018, il fait partie des investisseurs de la levée de fonds de 23 millions d'euros de la start-up Alan, société qui en 2021 est valorisée plus d’un milliard d’euros et entre dans le club fermé des licornes françaises.
Un mois plus tard, pendant la fin du mois de mai 2018, il investit dans l'assurance en ligne Luko, première start-up européenne proposant une assurance couplée à des objets connectés.
En 2019, il investit 100 000 euros dans la future licorne Sorare, start-up parisienne utilisant la technologie blockchain. Elle sera valorisée plus d’un milliard d’euros en 2021 après une levée de fonds record de 580 millions d’euros.

#### Station F
Le 23 octobre 2014, Xavier Niel annonce la création du plus grand incubateur de jeunes pousses au monde, dans le treizième arrondissement parisien, au sein de la Halle Freyssinet. Xavier Niel finance l'essentiel du projet en investissant 250 millions d'euros. Le 29 juin 2017 à Paris, il inaugure en présence du président de la République Emmanuel Macron le campus « Station F ».

#### Éducation et formation
En septembre 2011, il s'associe avec Jacques-Antoine Granjon (vente-privee.com), Alain Malvoisin (fondateur du cours Fides) et Marc Simoncini (fondateur de Meetic et Jaïna Capital) pour créer l'École européenne des métiers de l'Internet (EEMI), école privée destinée à former les étudiants aux métiers du net,.
Le 26 mars 2013, accompagné de Nicolas Sadirac, Kwame Yamgnane et Florian Bucher, il annonce l'ouverture de l'école 42. Celle-ci est destinée à la programmation et aux métiers techniques du numérique et est accessible à tous sans condition de diplôme. Cette formation gratuite, sera financée à 100 % sur fonds propres pour les dix années à venir, pour un montant estimé de 70 millions d'euros,,.
Pour un montant d'environ 88 millions d'euros, il ouvre le campus américain de l'école 42 à Fremont dans la Silicon Valley à l'été 2016,.
En février 2021, la création de la ferme-école Hectar est annoncée par le magazine Capital.
L'année suivante, il investit aux côtés de Pierre-Édouard Stérin dans la création d'une école de commerce centrée sur la data, Albert School.
Dans l'ouvrage Gouverner par l’emploi. Une histoire de l’école 42, les sociologues Camille Dupuy et François Sarfati concluent que « l’école 42 propose un discours sur l’économique et le social fidèle à la conception néolibérale de la formation au service du marché [et] s’inscrit dans un mouvement général de mise à l’emploi qui s’intéresse aux dimensions quantitatives (taux d’emploi) et en oublie les dimensions qualitatives (émancipation, épanouissement santé, bonheur, etc.) ».

#### Opérateurs de télécommunications
En 2011, il prend une participation de 30 % au capital de Golan Telecom créé par Michaël Golan. Ces 30 % sont vendus en avril 2017 pour environ 29 millions d'euros,.
Le 25 avril 2014, il rachète 55 % de Monaco Telecom pour 322 millions d'euros à Cable & Wireless Communications.
En juillet 2014, il investit environ 6 millions d'euros dans l'opérateur télécom MyRepublic basé à Singapour.
Le 18 décembre 2014, via sa holding NJJ Capital, il rachète, pour 2,3 milliards d’euros (soit 2,8 milliards de francs suisses), Orange Suisse (propriété d'Apax Partners depuis 2012), qui sera rebaptisé « Salt » le 23 avril 2015. Dans le détail, 865 millions de francs suisses sont apportés par quatre associés : Xavier Niel, Olivier Rosenfeld, Rani Assaf et Michaël Golan. Le solde, soit 1,9 milliard de francs suisses, est financé par des emprunts obligataires sous le nom de Matterhorn à la bourse de Luxembourg. En mars 2017, Salt verse un dividende exceptionnel de 500 millions de francs suisses à ses actionnaires. Il est payé en partie grâce à un nouvel emprunt de 400 millions de francs suisses,. En mai 2019, Salt revend 90 % de ses tours (supportant les antennes-relais) pour 700 millions d'euros à Cellnex,.
En novembre 2015, il prend des options d'achats pour 225 millions d'euros de façon à pouvoir acquérir, dans les 6 à 12 mois suivants, potentiellement 15 % du capital de Telecom Italia,,. Il revend ses options en juillet 2016,.
En 2016, il prend via NJJ Capital une participation au capital de Telecom Comores détenu par le consortium « Telma en Union des Comores » (Axian, Sofima et NJJ Capital).
En septembre 2018, il rachète 100 % de l'opérateur chypriote MTN Cyprus au travers de Monaco Telecom pour 260 millions d'euros, l'opérateur sera renommé en juin 2019 Epic,.
En avril 2018, il investit via NJJ à titre personnel 330 millions d'euros pour 32,9 % du capital de Eir,. Iliad, pour sa part, prend une participation pour 31,6 % du capital de Eir avec option d'achat pour racheter 80 % de la participation de NJJ en 2024.
En avril 2018 également, il prend via NJJ une participation au capital de Tigo Sénégal par le biais du consortium « Teyliom », entreprise qui sera renommée Free Sénégal en octobre 2019,.
En mars 2020, il rachète 100 % de l'opérateur Vodafone Malta (leader du marché des opérateurs de télécommunications à Malte, dans les domaines du mobile, de l’internet et des communications fixe) au travers de Monaco Telecom pour 250 millions d'euros. En novembre 2020, l'opérateur est renommé Epic,.
En septembre 2020, il lance au travers d'Iliad une offre publique sur l'opérateur polonais Play (leader du marché mobile polonais avec 15 millions d’abonnés) après avoir racheté un bloc de contrôle de 40 % auprès des deux actionnaires de référence. À l’issue de l’offre en décembre 2020, Iliad détient 96,7 % du capital et des droits de vote, l'opération se chiffre ainsi à 2,2 milliards d'euros,,.
En novembre 2022, Atlas Investissement, véhicule d'investissement de Xavier Niel, annonce l’acquisition d'une participation de 7 % dans Millicom. En Février 2023, la structure annonce une augmentation de sa participation à 20 %, cette dernière passera en 2024 à 29 % du capital.
Mi-2024 Xavier Niel à travers son véhicule d'investissement annonce sa volonté de rachat de Millicom pour une valeur de 24 dollars par action. Les efforts de Xavier Niel pour le rachat de Millicom sont éconduits par le comité indépendant du conseil d'administration de cette dernière, considérant que le prix par action proposé par M. Niel n'est pas en adéquation avec la valeur réelle de l'opérateur sud américain, il conseille donc aux actionnaires minoritaires de ne pas vendre leurs actions. À la fin de l'opération, Xavier Niel possède 40,25 % des parts.

#### Immobilier
Il achète en 2006, le golf du Lys-Chantilly pour 5 millions d'euros.
En 2012, il achète, à parts égales avec le marchand de biens Didier Chabut, l'hôtel particulier Gulbenkian pour 32 millions d'euros. En 2015, à la suite du décès de son associé, il rachète les 50 % qu'il ne détenait pas encore pour une valorisation totale de 45 millions d'euros.
En 2013, il investit 50 millions d'euros pour 50 % du capital de l'hôtel 5 étoiles L'Apogée Courchevel.
En 2014, il investit aux côtés de LVMH dans l’hôtel Cheval Blanc St-Barth Isle de France sur l’île française de Saint-Barthélemy.
Le 30 mai 2016, il acquiert le célèbre hôtel Coulanges de la place des Vosges, à Paris, classé aux monuments historiques, pour la somme de 31,5 millions d'euros. Pour l’occasion, il a créé une société civile immobilière (SCI) dont il détient 99 parts, la centième revenant à sa compagne Delphine Arnault, directrice générale adjointe de Louis Vuitton Malletier,.
Il est également associé dans des investissements immobiliers divers (commerces, bureaux, logements). Son patrimoine immobilier à travers NJJ Immobilier et plusieurs SCI avoisinerait un milliard d'euros,.
En 2021, il achète avec sa compagne une propriété au Cap Ferret évaluée à 17 millions d'euros et rachète le château de Villiers-le-Bâcle à Yves Lecoq pour 9 millions d'euros.
En 2022, il devient propriétaire de l'hôtel Lambert, hôtel particulier du XVIIe siècle situé sur l'île Saint-Louis à Paris.

#### Autres investissements
Xavier Niel a notamment racheté avec d'autres investisseurs les droits des chansons de Claude François en 2009.

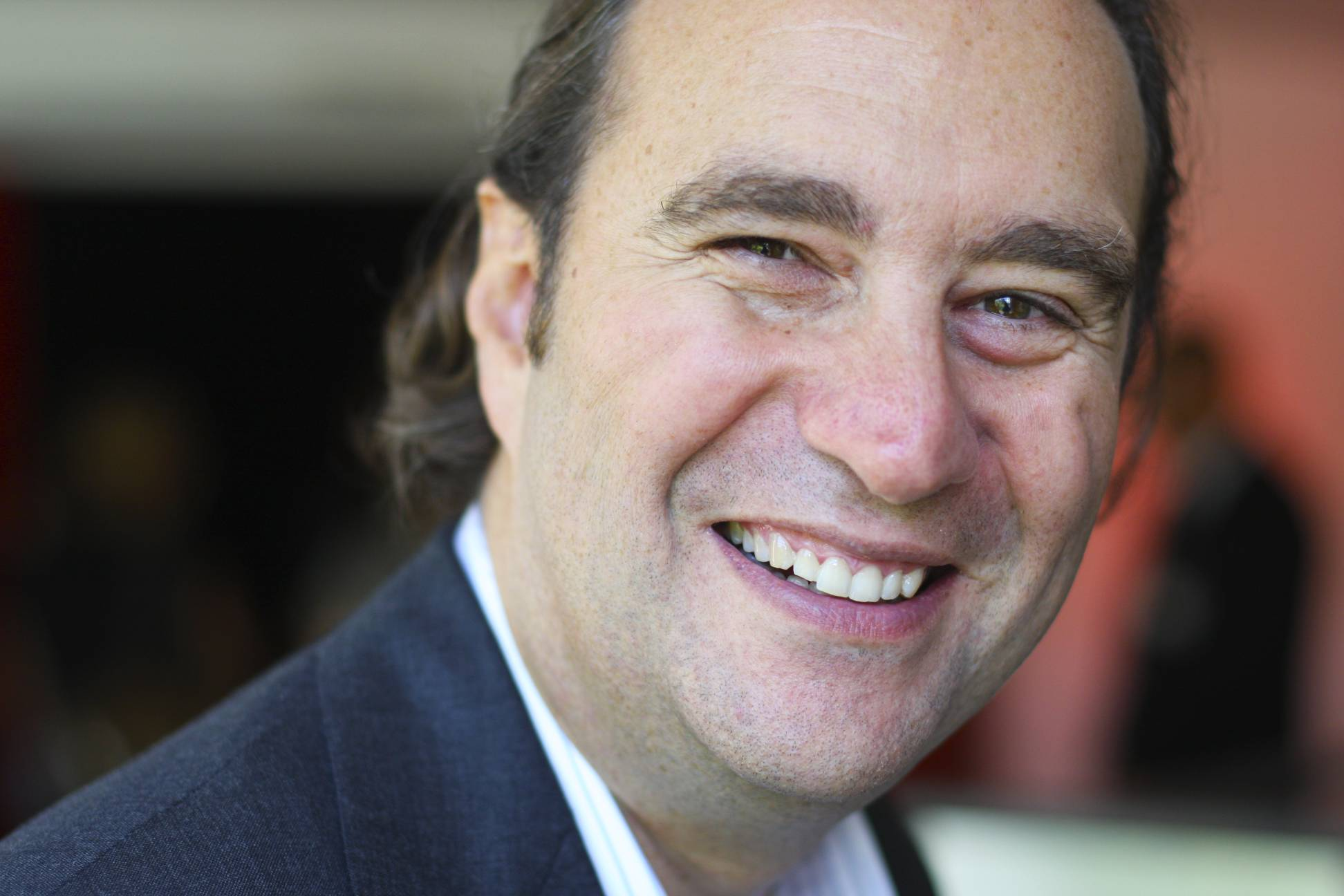
Xavier Niel le 25 juin 2008, à l'espace Cardin, à Paris.

Il est le copropriétaire du champion Cirrus des Aigles, un pur-sang anglais né le 8 mai 2006 qui accumulera au cours de sa carrière 7,8 millions d’euros de gains en compétition,.
Fin 2021, il devient actionnaire majoritaire (72,12%) au capital de la société Local.fr qui vend des sites web aux artisans ou petits commerçants. Malgré quelques critiques, ou litiges, elle a presque triplé son chiffre d'affaires depuis 2013, il dépasse 22,3 millions en 2020,.

#### Unibail-Rodamco-Westfield
En octobre 2020, il monte au capital d'Unibail-Rodamco-Westfield au travers de sa société NJJ Holding accompagné de Leon Bressler et Susana Gallardo, le consortium annonce avoir passé la barre des 5 % le 22 octobre 2020 et parvient à faire échouer l'augmentation de capital à la suite d'un vote des actionnaires le 10 novembre 2020, ces derniers obtenant par conséquent trois sièges au conseil de surveillance de l'entreprise.
Le 3 mars 2021, il annonce détenir 11,4 % de la foncière. Le 8 novembre suivant, il annonce en détenir 23,24 %.

#### Autres projets
En septembre 2024, Xavier Niel entre au conseil d'administration de ByteDance, maison mère de TikTok, en remplacement du Belge Philippe Laffont.

## Affaires judiciaires

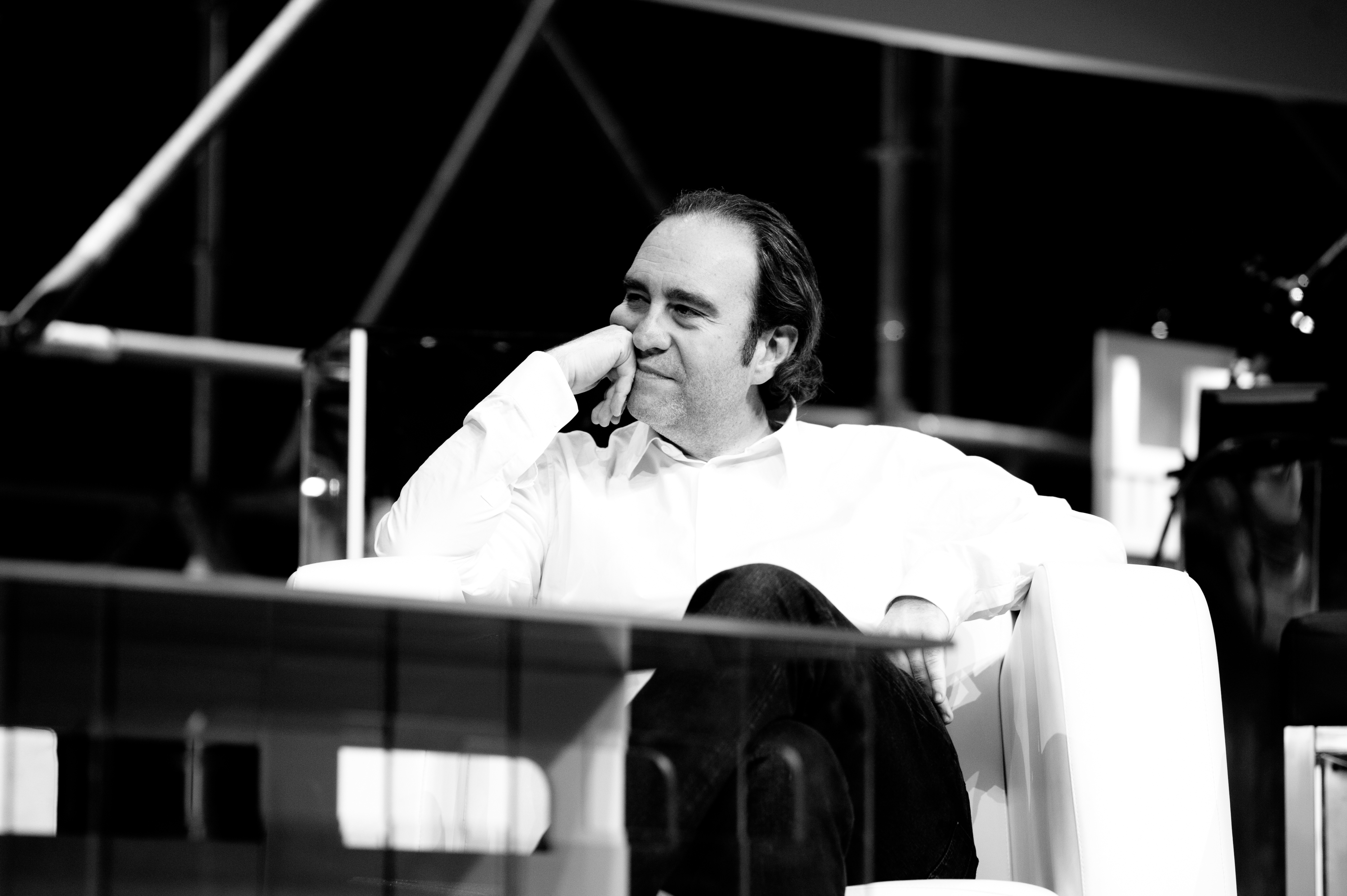
Xavier Niel, lors de la conférence LeWeb 2011.

Xavier Niel est mis en examen et placé en détention provisoire à la prison de la Santé (Paris) le 28 mai 2004 pendant un mois pour proxénétisme aggravé et recel d'abus de biens sociaux concernant un de ses « peep-shows ». Le 30 août 2005, une ordonnance de non-lieu est rendue en sa faveur par le juge d'instruction Renaud Van Ruymbeke concernant les accusations de proxénétisme.
Il est condamné le 27 octobre 2006 à deux ans d'emprisonnement avec sursis et à 250 000 euros d'amende par la 11e chambre du tribunal correctionnel de Paris pour recel d'abus de biens sociaux datant de 2001 à 2004 dans un « peep-show » dont il était actionnaire. La somme perçue sur trois ans avoisine les 200 000 euros. À la suite de cette affaire, Xavier Niel attaque plusieurs fois en diffamation le journal Libération et le journaliste Renaud Lecadre, auteur d’articles dans le quotidien et sur le site liberation.fr évoquant ses démêlés judiciaires. Mais Xavier Niel et la société Free sont déboutés systématiquement lors des procès qui se sont tenus au deuxième trimestre 2008, et condamnés à verser des dommages-intérêts à Libération pour procédures abusives.

## Controverses

### Indépendance du journalLe Monde
Xavier Niel fait partie du groupe d'investisseurs qui a pris le contrôle du quotidien Le Monde par l'intermédiaire de NJJ Presse.
En juin 2011, Pierre Rimbert critique dans Le Monde diplomatique, filiale à 51 % du groupe Le Monde, mais bénéficiant historiquement d'une rédaction indépendante, la disparition progressive de l'indépendance rédactionnelle au Monde. L'article rapporte notamment une déclaration de Xavier Niel, propriétaire du Monde : « Quand les journalistes m’emmerdent je prends une participation dans leur canard et après ils me foutent la paix. »
Selon le journaliste Amaury de Rochegonde, Xavier Niel a compris que la « propriété des journaux influents [sert] en France à se protéger des pouvoirs de toutes sortes ».
Le 18 février 2022, à l’occasion d’une commission d’enquête parlementaire au Sénat sur la concentration des médias, il déclare sous serment n’avoir jamais prononcé la phrase rapportée par les journalistes du Monde diplomatique.

### Domiciliation d'un yacht à Malte et sociétés au Luxembourg
En mai 2017, Xavier Niel est cité dans les Malta Files, publiés par le journal en ligne français Mediapart et le réseau European Investigative Collaborations, pour avoir eu recours à une mécanique d'optimisation fiscale permise par l'île de Malte et permettant de payer un taux réduit de TVA sur le yacht le Phocéa (ancienne propriété de Bernard Tapie), qu'il possède à 50 %,, jusqu'en 2021, année où le bateau fait naufrage.
En novembre 2017, il est de nouveau évoqué pour ces mêmes faits, cette fois dans le cadre des Paradise Papers ; son entourage assure alors que le recours à une entreprise maltaise pour domicilier le navire à Malte ne poursuivait aucun but d'optimisation fiscale.
En février 2021, l'enquête OpenLux indique que la holding personnelle de Xavier Niel, NJJ, détient l'opérateur suisse Salt Mobile par l'intermédiaire d'un montage financier utilisant quatre sociétés domiciliées au Luxembourg. Si NJJ dément en tirer un quelconque avantage fiscal, Le Monde souligne que trois autres sociétés luxembourgeoises appartenant à des proches de Xavier Niel — anciens ou actuels cadres d'Iliad — ont servi à prendre des parts dans Salt Mobile et permettront à leurs propriétaires de bénéficier de la fiscalité allégée du Grand-Duché,,.

## Vie privée
Xavier Niel est le père de deux garçons (Jules et John, nés en 2000 et 2002) d’une première union avec Catherine Samama,,,, d’une fille (Élisa, née en 2012) et d’un fils (Joseph, né en 2016), de son union avec Delphine Arnault, la fille de Bernard Arnault,,,.
Il vit avec sa compagne dans une maison, réplique du Petit Trianon de Versailles, avec piscine et jardin, dans le 16e arrondissement de Paris.

## Fortune
En 2016, il est, selon le magazine Forbes, la 129e fortune mondiale, avec un patrimoine de 9,7 milliards de dollars américains (environ neuf milliards d'euros). C'est également la neuvième fortune de France en 2014 d'après Challenges,, septième d'après Forbes en 2016.
En 2019, le classement Forbes le place au 18e rang des plus grandes fortunes de France avec 3,6 milliards d'euros, soit une perte de dix places depuis le dernier classement. Le magazine affirme que « la chute la plus remarquée concerne Xavier Niel, le fondateur d'Iliad-Free, qui perd dix places, après une année noire en Bourse ».
Selon le magazine Challenges, en juillet 2020, Xavier Niel et sa famille disposeraient d'une fortune de 9 milliards d'euros. Sa fortune a fortement augmenté en 2020, Forbes le classant 253e fortune mondiale et l'une des plus grandes fortunes de France.
Sa fortune est estimée au 3 avril 2025 à 10,7 milliards de dollars (235e fortune mondiale) par le magazine américain Forbes.

## Distinctions
- Novembre 2009 : « Manager de l'année » selon BFM Radio.
- 6 octobre 2011 : « Personnalité digitale influente de l’année » lors de la seconde édition du HubForum[170],[171].
- Mars 2013 : « Homme le plus influent des médias » selon GQ pour la troisième année consécutive[172].
- Février 2014 : « Patron préféré des Français » selon un sondage de l'institut Promise Consulting Inc[173].
- Novembre 2014 : « Deuxième entrepreneur incarnant le mieux l'innovation » selon le magazine Challenges, derrière Bill Gates[174].
- Août 2015 : « Septième personnalité mondiale la plus influente du numérique » selon le magazine américain Wired[175].
- Février 2017 : « Français le plus influent du monde à l’étranger » selon le magazine Vanity Fair[176].
- 31 décembre 2021 :  Chevalier de la Légion d'honneur[177].
- 17 novembre 2024 :  Chevalier de l'ordre de Saint-Charles[178].

## Divers
Xavier Niel s'élève contre la loi création et internet, qu'il juge « liberticide », et dénonce les accords de l'Élysée (issus de la mission Olivennes) prévoyant des tests de filtrage du réseau, en expliquant à la presse que les parties prenantes de cet accord ont en fait signé une feuille blanche, avant de découvrir le texte lors d'une conférence de presse.
Il est membre du conseil d'administration du Réseau Voltaire pendant plusieurs années.
Il a été membre du Conseil national du numérique du 29 avril 2011 au 5 juillet 2012.
Dans le roman d'Aurélien Bellanger La Théorie de l'information paru en 2012, le personnage principal Pascal Ertanger, est largement inspiré du parcours de Xavier Niel.
Il soutient Emmanuel Macron au lancement de son mouvement En marche, même s'il n'en a jamais fait état publiquement.
Depuis le 1er mars 2018, il est administrateur indépendant du fonds d'investissement KKR,.

## Publications
- Xavier Niel avec Dominique Roux, Les 100 mots de l'Internet, Paris, PUF, 2008, coll. Que sais-je ?  (ISBN 978-2-1305-6631-1).
- Xavier Niel et Jean-Louis Missika, Une sacrée envie de foutre le bordel, Paris, Flammarion, 2024, 304 p. (ISBN 9782080452146)